# Müller-BBM

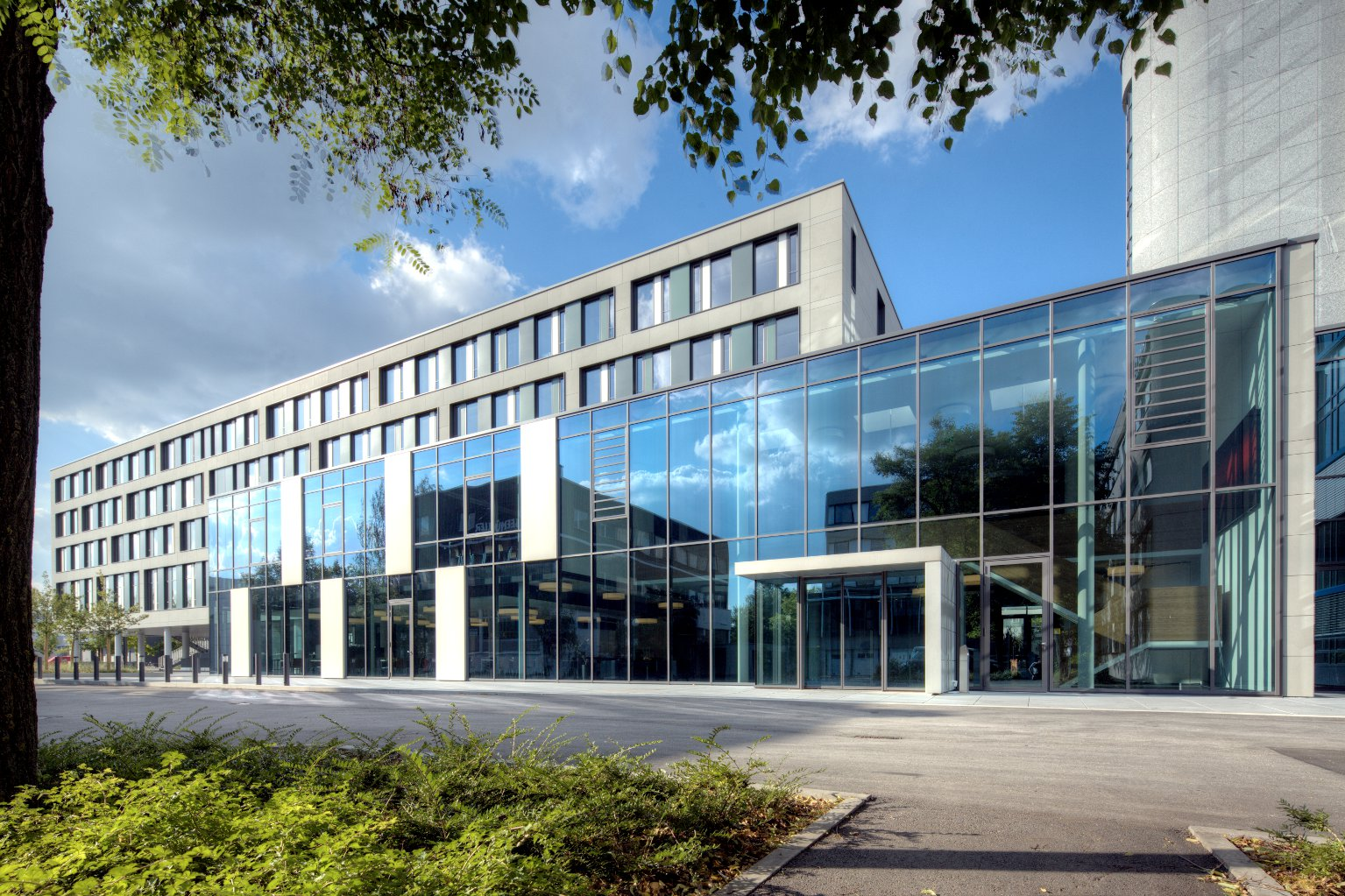
Der Unternehmenssitz in Planegg/München

Die Müller-BBM AG ist eine seit 1962 international tätige Unternehmensgruppe mit Sitz in Planegg bei München. Die Müller-BBM AG ist die Muttergesellschaft der Müller-BBM-Gruppe, einem Verbund von 29 in- und ausländischen Ingenieurgesellschaften und Unternehmen für technische Spezial- und Softwareprodukte.

## Geschichte
Bereits 1946 erhielt Lothar Cremer die Genehmigung, ein Gewerbe als beratender Ingenieur für Schalltechnik in München zu betreiben. Als er 1954 Ordinarius und Direktor des Instituts für Technische Akustik an der Technischen Universität in Berlin wurde, übernahm sein Schüler Helmut A. Müller das Schalltechnische Laboratorium Cremer. Ab 1958 führte er das Büro unter eigenem Namen weiter und weitete den Tätigkeitsbereich aus auf Industrielärmbekämpfung, Schallschutz im Städtebau und Schallschutz im Schiffbau.
1962 erfolgte die Gründung der Müller-BBN GmbH mit fünf Gesellschaftern, darunter Lothar Cremer, Manfred Heckl, Ludwig Schreiber sowie Helmut A. Müller. Das Unternehmen Bolt, Beranek and Newman (BBN), vertreten durch Leo Beranek, wurde Mitgesellschafter. 1972 verkaufte BBN seine Anteile an Leo Beranek und an damalige Mitarbeiter von Müller-BBN. Der Unternehmensname wurde in Müller-BBM geändert.
1989 erfolgte die Gründung der „Müller-BBM Verwaltungs- und Beteiligungsgesellschaft mbH“ als Holdinggesellschaft der Firmengruppe.
2009 wurde die „Müller-BBM Holding AG“ als neue Holdinggesellschaft der Müller-BBM Gruppe gegründet und 2022 in „Müller-BBM AG“ umbenannt.
Durch den einstimmigen Beschluss des Planegger Gemeinderates Ende 2020 wird dem Unternehmensgründer eine besondere Ehre zu teil. Die Adresse der Müller-BBM Group wird künftig Helmut-A.-Müller-Straße 1–5 statt bisher Robert-Koch-Straße 11–13 lauten.

## Struktur der Holding

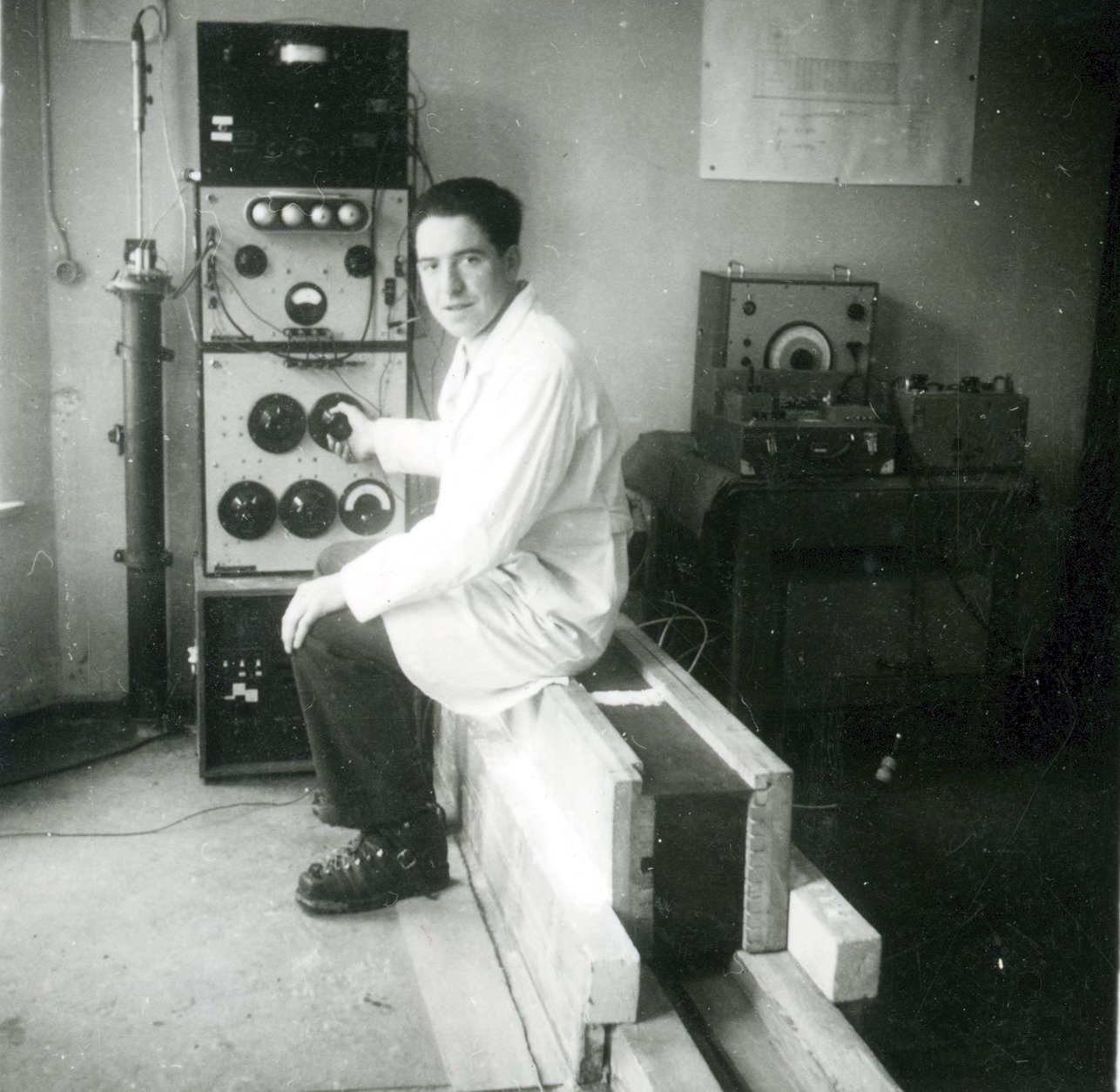
Helmut A. Müller (1953)

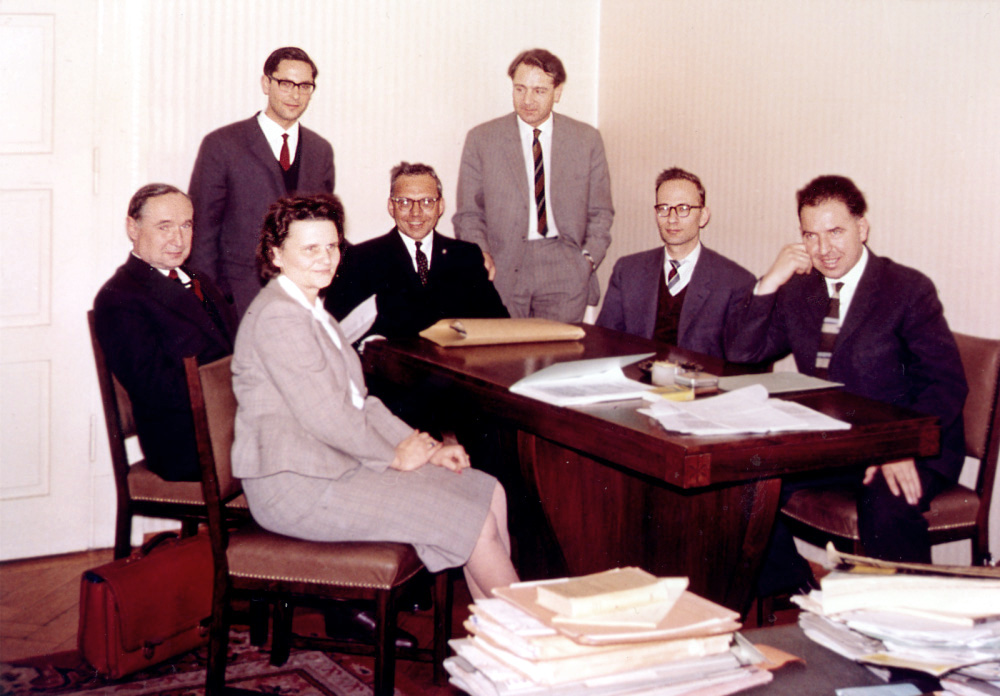
Die Gründung der Müller-BBM GmbH

Holding der Müller-BBM-Gruppe ist die Müller-BBM AG (Vorstand: P. Romanow (Vorstandsvorsitzender), J. Bittner, R. Schirmacher / Vorsitzender des Aufsichtsrats: Gerhard Müller).
Die Müller-BBM Gruppe gliedert sich in:
- Müller-BBM Industry Solutions GmbH, Sitz Planegg, mit den Niederlassungen Berlin, Hamburg, Dresden-Langebrück, Frankfurt, Gelsenkirchen, Karlsruhe, Köln, Nürnberg, Reutlingen, Stuttgart und Weimar; 100-prozentige Tochter der Müller-BBM AG, hält unter anderem Mehrheitsbeteiligungen an:
  - Müller-BBM Austria GmbH, Graz (Österreich)
- Müller-BBM Building Solutions GmbH, Sitz Planegg, mit den Niederlassungen Augsburg, Berlin, Hamburg, Dresden-Langebrück, Gelsenkirchen und Stuttgart; 100-prozentige Tochter der Müller-BBM AG, hält unter anderem Mehrheitsbeteiligungen an:
  - Müller-BBM Acoustic Solutions GmbH, Planegg
- Müller-BBM Nederland B.V., Tochtergesellschaft: M+P Raadgevende ingenieurs bv, Niederlande
- BBM Akustik Technologie GmbH, Planegg, Gelsenkirchen, Mailand (Italien) und Dubai (Vereinigte Arabische Emirate), weitere Tochterunternehmen in Coswig, Pune (Indien) und Dover (USA)
- Müller-BBM VibroAkustik Systeme GmbH, einer der Marktführer in der Vielkanalmesstechnik, weitere Tochterunternehmen in Frankreich, Niederlande, USA, China, Korea
- Müller-BBM Active Sound Technology GmbH, Planegg
- IBAS Ingenieurgesellschaft für Bauphysik, Akustik und Schwingungstechnik mbH, Bayreuth
- Müller-BBM Projektmanagement GmbH, Planegg
- BBM Testlab GmbH, Planegg
- Müller-BBM Cert Umweltgutachter GmbH, Kerpen
- Müller-BBM Rail Technologies GmbH, Planegg

Die Geschäftsanteile an der Müller-BBM AG werden ausschließlich von aktiven und ehemaligen Mitarbeitenden aus der Müller-BBM Gruppe gehalten. Der Umsatz der Gruppe betrug 2024 rund 180 Millionen EUR.

## Auszeichnungen
- 1998: Rudolf-Martin-Ehrenurkunde für Ludwig Schreiber
- 1999: Helmholtz-Medaille für Helmut A. Müller durch die DEGA[4]
- 2000: Lothar-Cremer-Preis der Deutschen Gesellschaft für Akustik (DEGA) für herausragende Leistungen von Nachwuchswissenschaftler auf dem Gebiet der Akustik für Eckard Mommertz
- 2002: Lothar-Cremer-Preis für Rolf Schirmacher[5]
- 2005: Bundesverdienstkreuz für Helmut A. Müller[6]
- 2007: Bayerische Staatsmedaille für Verdienste um Umwelt und Gesundheit für die damalige Tochtergesellschaft Orga Lab[7], inzwischen ein Prüflaboratorium von Müller-BBM
- 2016: Helmholtz-Medaille für Joachim Scheuren durch die DEGA[8]
- 2020: Benennung der Straße des Firmensitzes in Helmut-A.-Müller-Straße durch den Gemeinderat Planegg[9]

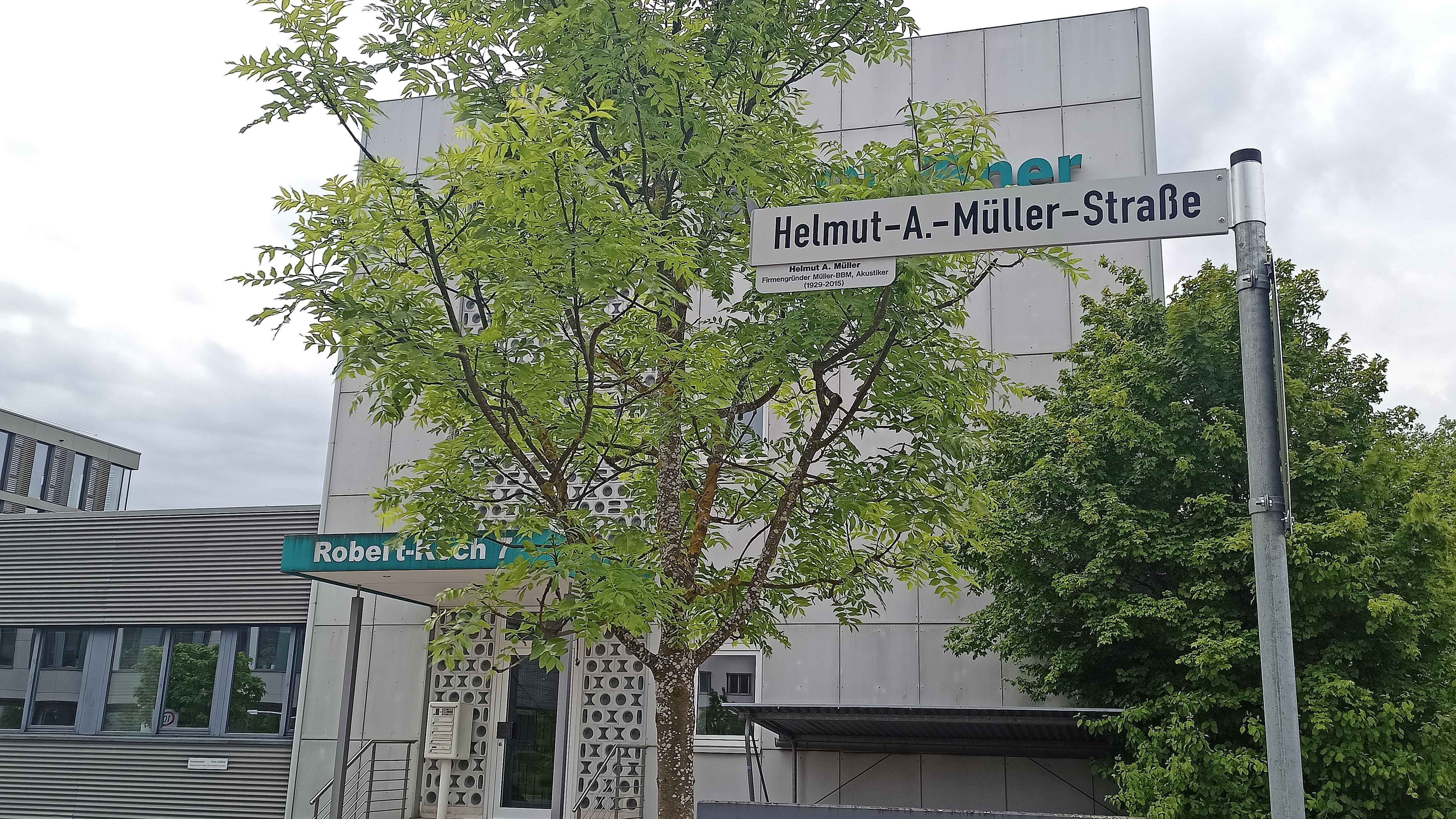